# Епархия Льежа
Епархия Льежа (лат. Dioecesis Leodiensis) — диоцез Римско-Католической церкви с центром в городе Льеж, Бельгия. Епархия Льежа входит в архидиоцез Мехелена-Брюсселя. Кафедральным собором епархии Льежа является Льежский собор Святого Павла.

## История

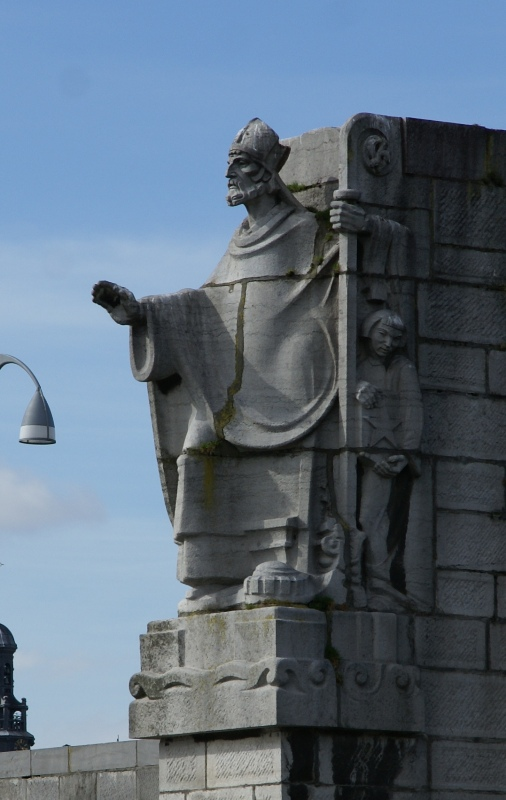
Святой Серватий Маастрихтский — первый епископ Тонгерена

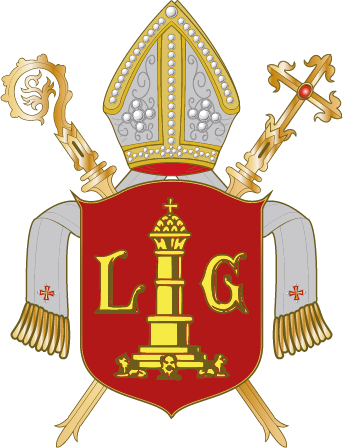
Герб княжества-епископства Льежского

Основание христианской епархии на территории современного Льежского диоцеза c центром в Тонгерене предания относят к началу IV века, связывая его с именем святого Матерна Кёльнского. Однако первым прелатом, который был посвящён в епископы Тонгерена, был святой Серватий Маастрихтский (ум. 384). После этого достоверные сведения о преемственности местных епископов отсутствуют до начала VI века. 
Во второй половине VI века местопребывание епископа было перенесено из Тонгра в Маастрихт, а в начале VIII века — в Льеж. Несмотря на это, до конца IX века местные епископы титуловались как «епископы Тонгра». 
Многие из епископов Тонгра — Маастрихта — Льежа VI—VIII веков были причислены к лику святых. Начиная с середины IX века епископы Льежа занимают важное положение в государственном аппарате Германского королевства, а Льежское епископство постепенно превращается в феодальное государство. В 980 году епископу Льежскому Нотгеру императором Оттоном I Великим была пожалована светская власть над территорией епархии. Таким образом, глава Льежской епархии получил титул и положение князя-епископа, а позднее — место в Совете имперских князей.
В 1795 году княжество-епископство Льежское было аннексировано Францией и перестало существовать. Епархия была восстановлена в результате Конкордата между императором Наполеоном I и папой Пием VII в 1801 году. Новое Льежское епископство включало в себя территорию имперских департаментов Урт и Мёз-Энферьёр (примерно соответствовавшие территории современных провинций Льеж, бельгийский Лимбург и нидерландский Лимбург). 29 ноября 1801 года восстановление епархии Льежа было утверждено папской буллой Qui Christi Domini. Решением имперского правительства для размещения резиденции епископа Льежа было передано здание аббатства Борепарт.  30 апреля 1802 года император назначил епископом Льежа монсеньора Жана-Эвангелиста Заепффеля (1735—1808).
После установления нидерландско-бельгийских границ в 1839 году нидерландская часть Льежской епархии была от неё отделена. Наконец, в 1967 году, после установления языковых границ в Бельгии (1963 год), из епархии была выделена новая епархия с центром в Хасселте.
С 9 мая 2001 года епископом Льежа являлся монс. Алоис Жустен. 31 мая 2013 года папа римский Франциск принял его отставку и назначил новым епископом Льежа Жан-Пьера Дельвиля, клирика этой же епархии.